# Família Hirayama
As famílias Hirayama são agrupamentos de asteroides que compartilham elementos orbitais semelhantes, ou seja, que estão se movimento em órbitas similares ao redor do Sol, como o semieixo maior, excentricidade inclinação orbital. Os membros dessa família são considerados teoricamente fragmentos de colisões de antigos asteroides.
O astrônomo japonês Kiyotsugu Hirayama (1874-1943) foi pioneiro na estimativa de elementos próprios para asteroides, e pela primeira vez identificado várias das famílias mais proeminentes em 1918. Essas famílias descobertas por esse astrônomo, portanto, são chamadas de famílias Hirayama.
Kiyotsugu Hirayama inicialmente identificou as famílias Corônis, Eos, e Têmis, e mais tarde reconheceu também as famílias Flora e Maria.